# Cruz das Almas
Cruz das Almas is een gemeente in de Braziliaanse deelstaat Bahia. De gemeente telt 58.293 inwoners (schatting 2009).
De plaats is zetel van het rooms-katholieke bisdom Cruz das Almas.

## Aangrenzende gemeenten
De gemeente grenst aan Conceição do Almeida, Muritiba, São Felipe, São Félix en Sapeaçu.

## Verkeer en vervoer
De plaats ligt aan de noord-zuidlopende weg BR-101 tussen Touros en São José do Norte. Daarnaast ligt ze aan de wegen BA-120, BA-494, BA-496 en BA-500.